# Morskoje
Morskoje, rusky Морское, litevsky Pilkopa a německy Pillkoppen, je vesnice poblíž litevsko-ruské státní hranice na pobřeží Kurského zálivu na Kurské kose v západním Rusku. Nachází se také v Zelenogradském rajónu, v Kaliningradské oblasti v Severozápadním federálním okruhu.

## Historie
První písemná zmínka o místu pochází z roku 1336. Tehdejší osada sváděla dlouhodobě boj s navátým pískem a byla dokonce zasypána a v letech 1712-13 byla přesunuta na nové místo. Od roku 1818 do roku 1871 patřila vesnice do Pruského království, v letech 1871 až 1918 patřila do Německého císařství, v letech 1918 až 1933 patřila do Výmarské republiky, v letech 1933 až 1945 patřila do nacistického Německa, v letech 1945 až 1991 patřila do Sovětského svazu a od roku 1992 je součástí Ruska.

## Další informace
Vesnice se nachází v ruské části Národního parku Kurská kosa na úpatí písečné duny Efa (дюна Эфа). Duna Efa, která má nadmořskou výšku 64 m, je pojmenovaná na počest Wilhelma Franze Epha (1828-1904), který se významně zasadil o zalesňování dun. Nachází se zde také pláž, jezero Labuť (Озеро Лебедь), další duny a také Mys Vostočnyj (Мыс Восточный, mys Grobštas). K vesnici patří také hraniční přechod Morskoje-Nida.

## Galerie

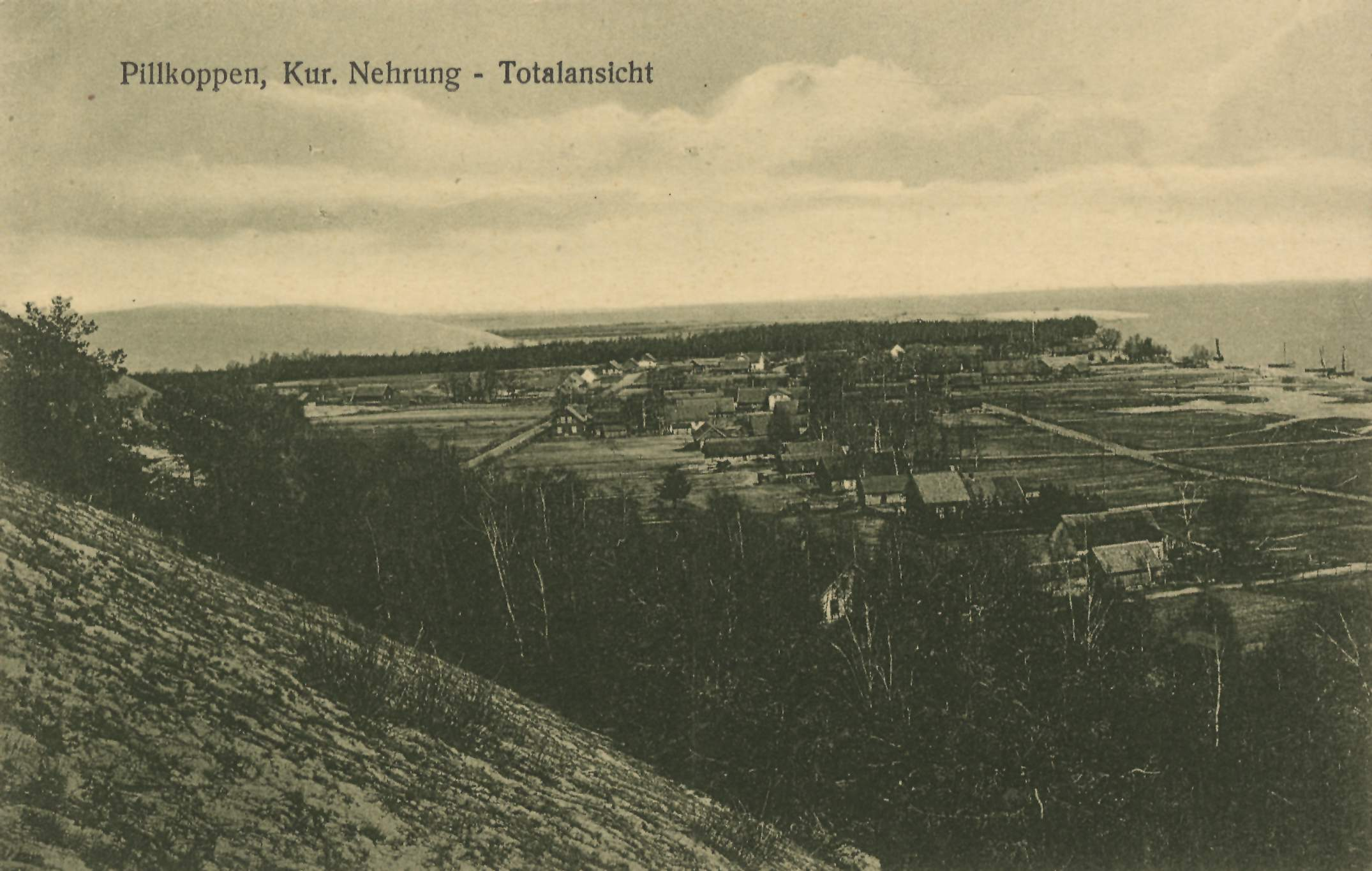
Historická fotografie
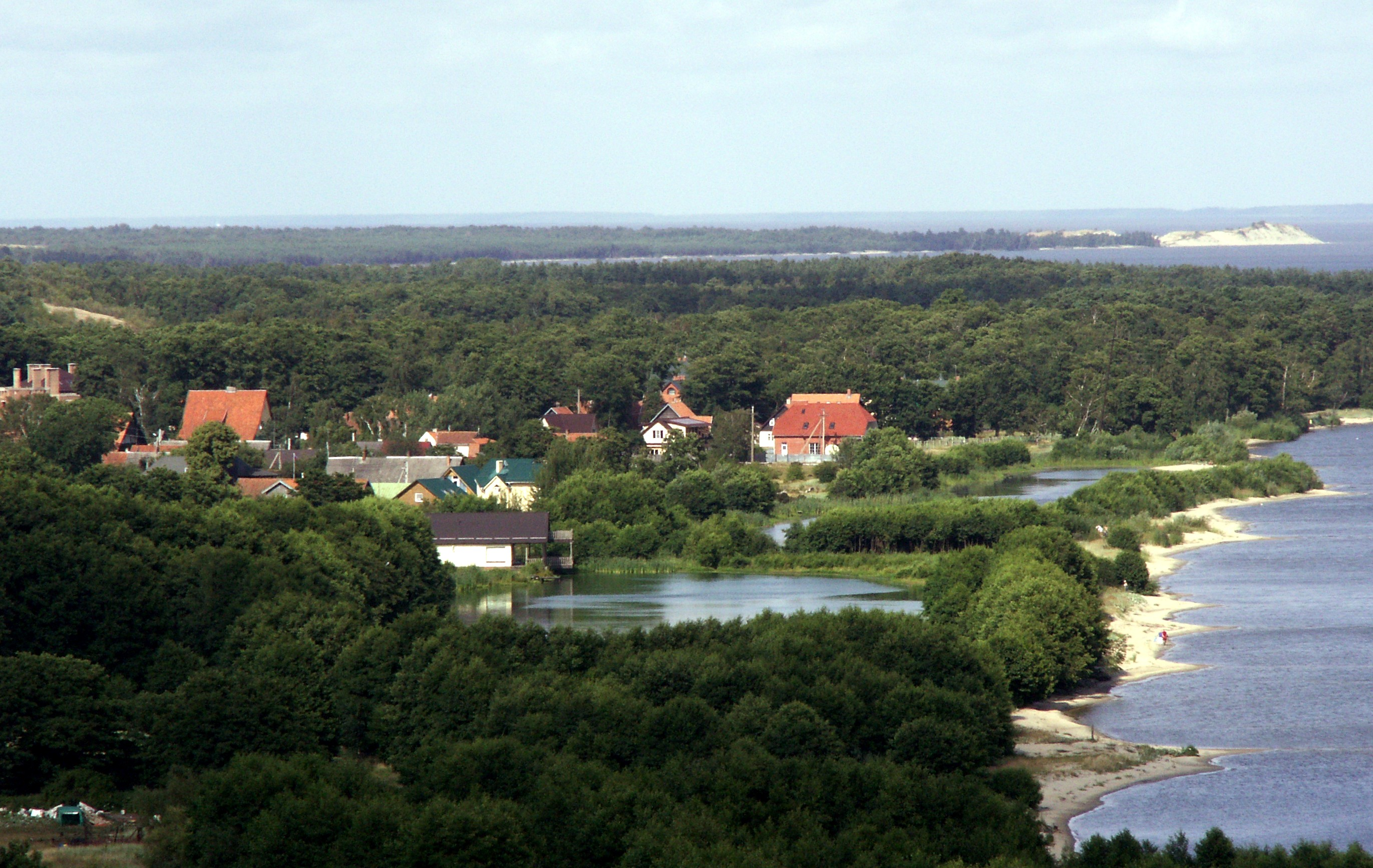
Fotografie (červenec 2009)
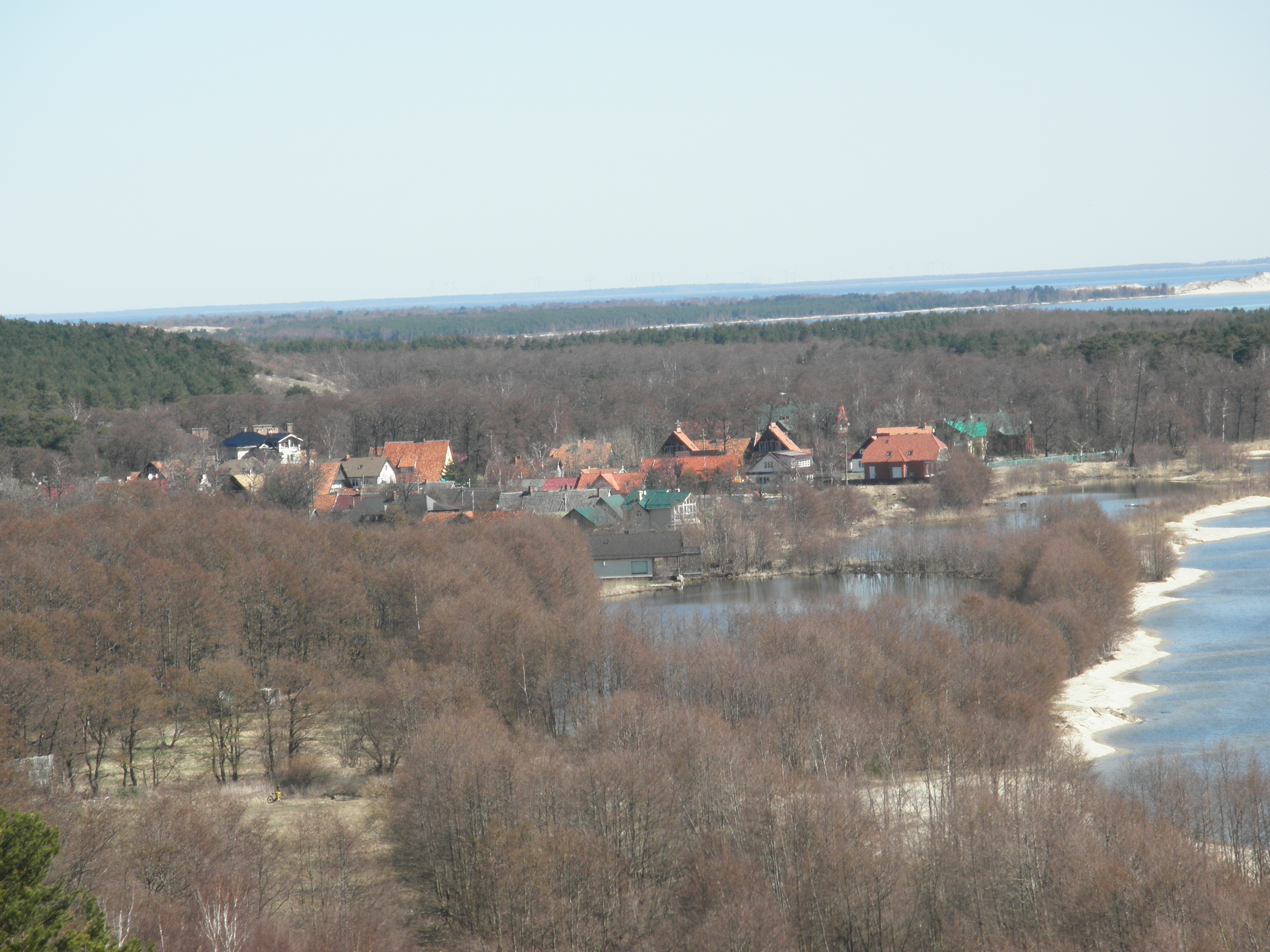
Fotografie (duben 2013)
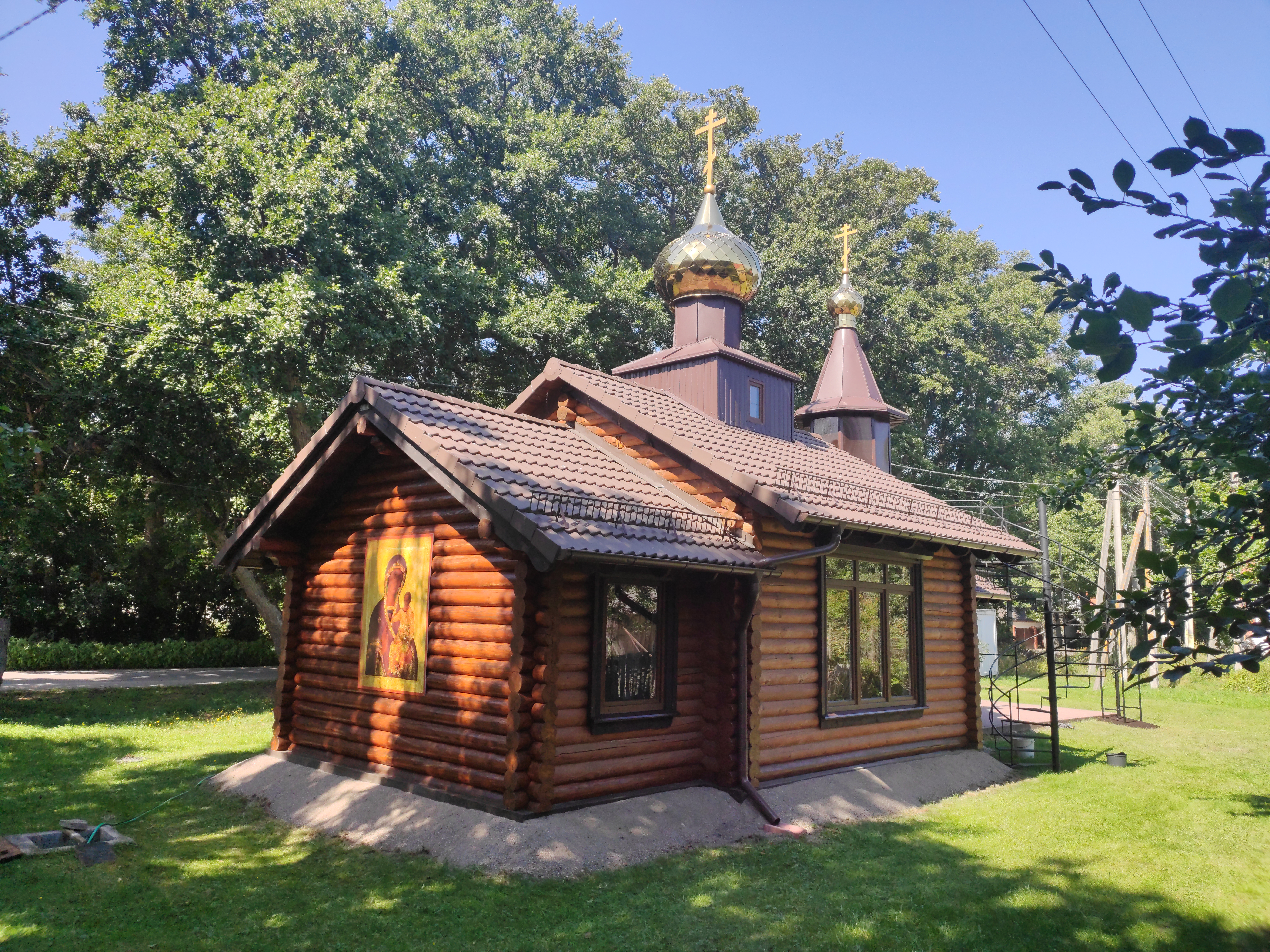
Pravoslavný chrám (храм Богоматери Одигитрии)
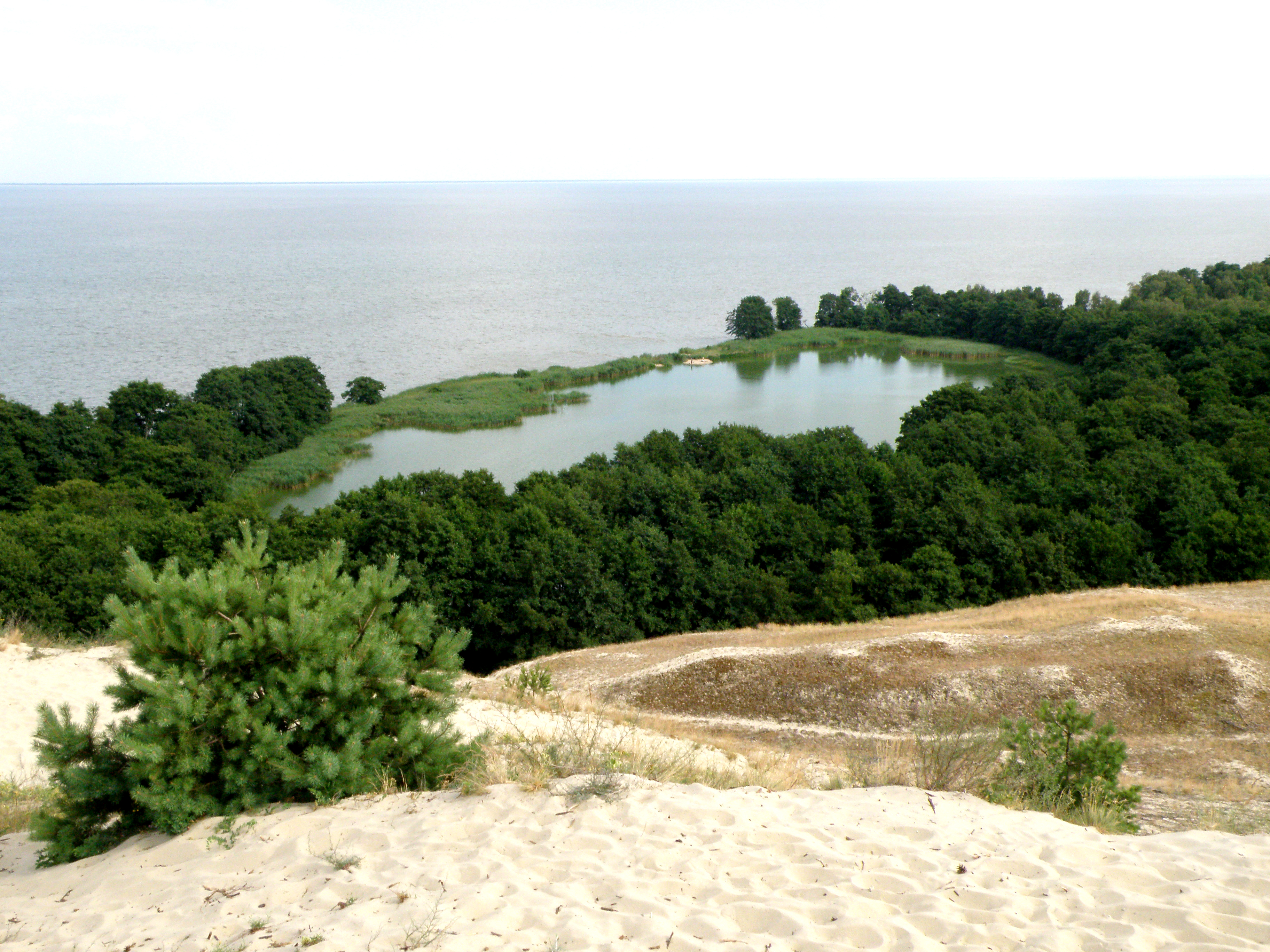
Jezero Labuť (oзеро Лебедь)
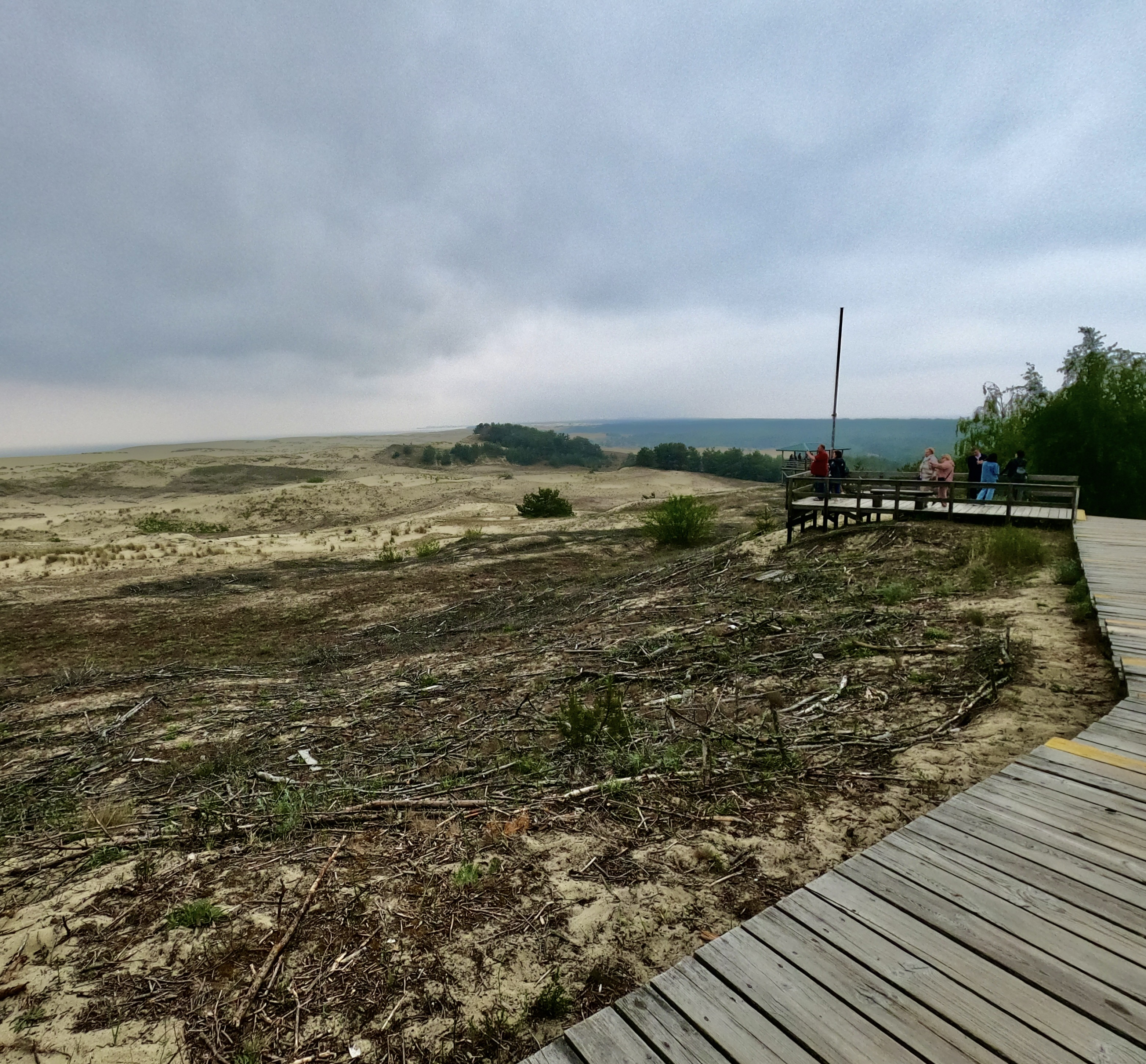
Duna Efa (дюна Эфа)
Panoramatická fotografie